# Li Dingzuo
Li Dingzuo (chinesisch 李鼎祚, Pinyin Lǐ Dǐngzuò, W.-G. Li Ting-tso, ca. 8./9. Jhd.) war ein chinesischer klassischer Gelehrter aus der Zeit der Tang-Dynastie. Er ist Verfasser eines Werkes zum Buch der Wandlungen der Zhou (Zhouyi 周易 bzw. Yi 易), dem Zhouyi jijie 周易集解 (Buch der Wandlungen der Zhou mit gesammelten Erklärungen und Kommentaren), das in dem Congshu Xuejin taoyuan 学津讨源 Aufnahme fand.
Sein Werk ist von Bedeutung wegen seiner Zitate von Kommentaren aus der Zeit der Han-Dynastie, die sonst verloren sind. Darin sind über 30 Kommentare der Han-, Wei- und Liuchao-Zeit überliefert, die so erhalten blieben. Unter den über 30 Gelehrten befinden sich Zixia, Meng Xi, Jing Fang und Kong Yingda.